# روسترن
روسترن (به هلندی: Roosteren) یک منطقهٔ مسکونی در هلند است که در Echt-Susteren واقع شده‌است. روسترن ۱٬۵۶۸ نفر جمعیت دارد.